# Sint-Pieterskerk (Lessen)

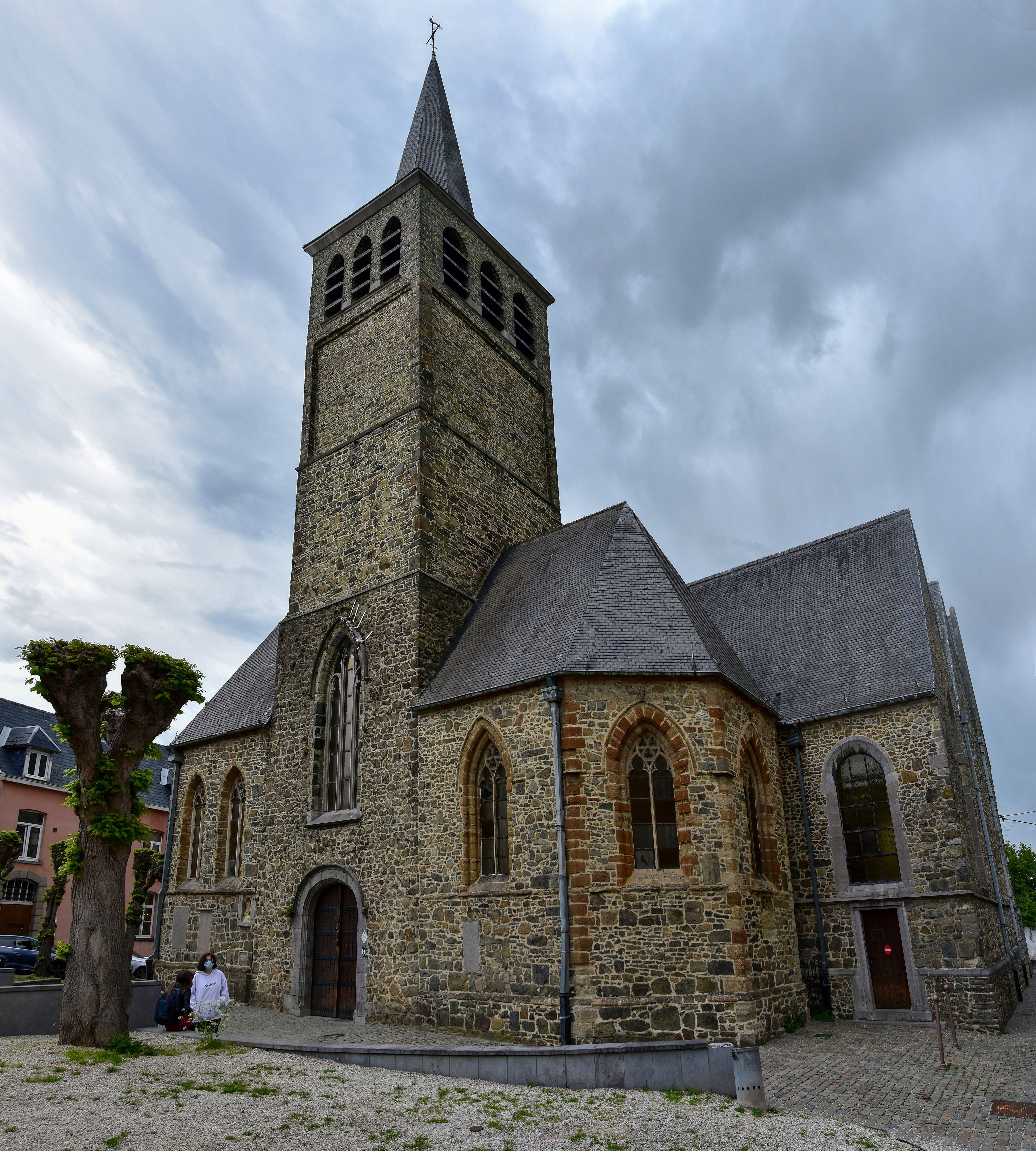
Sint-Pieterskerk

De Sint-Pieterskerk is een kerkgebouw in de Belgische gemeente Lessen. De decanale kerk is toegewijd aan apostel Petrus.

## Geschiedenis
De oorsprong van de kerk gaat terug naar een ver verleden. Hier stond eerst een primitieve kapel die vóór 1075 werd vervangen door een eerste romaanse kerk, die op zijn beurt in de 12e eeuw vervangen werd door een tweede. De kerk werd door de Duitse luchtmacht op 11 mei 1940 met enkele brandbommen verwoest. De restauratiewerkzaamheden begonnen pas begin 1950 onder leiding van architect Simon Brigode.

## Architectuur
De kerk is meer dan 45 meter lang en bijna 34 meter breed. Het interieur heeft de aanblik van een zaalkerk, opgebouwd uit vijf parallelle kerkschepen. In werkelijkheid is het middenschip, twaalf meter hoog, geflankeerd door drie kapellen en een vijfhoekig priesterkoor.
Het grootste deel van de toren en de bovenverdieping van het schip dateren uit de tweede romaanse kerk van de 12e eeuw. Het overige is grotendeels gotisch, een stijl die werd bestendigd door de verschillende bouwcampagnes die plaatsvonden tussen 1356 en 1817.
Het oksaal, waarvan een klein gedeelte is bewaard, geraakte ook beschadigd door het bombardement. Het werd tussen 1615 en 1616 gebouwd door Jean de Hertsem, meesterbeeldhouwer uit Aat voor 1400 florijn.

## Grafstenen
Vier grafstenen van de XVIIIe eeuw zijn op de façade van de kerk nog zichtbaar, ook elf oudere, onleesbare grafstenen achter de kerk, tegen een muur, geen enkel binnen de kerk.

## Galerij

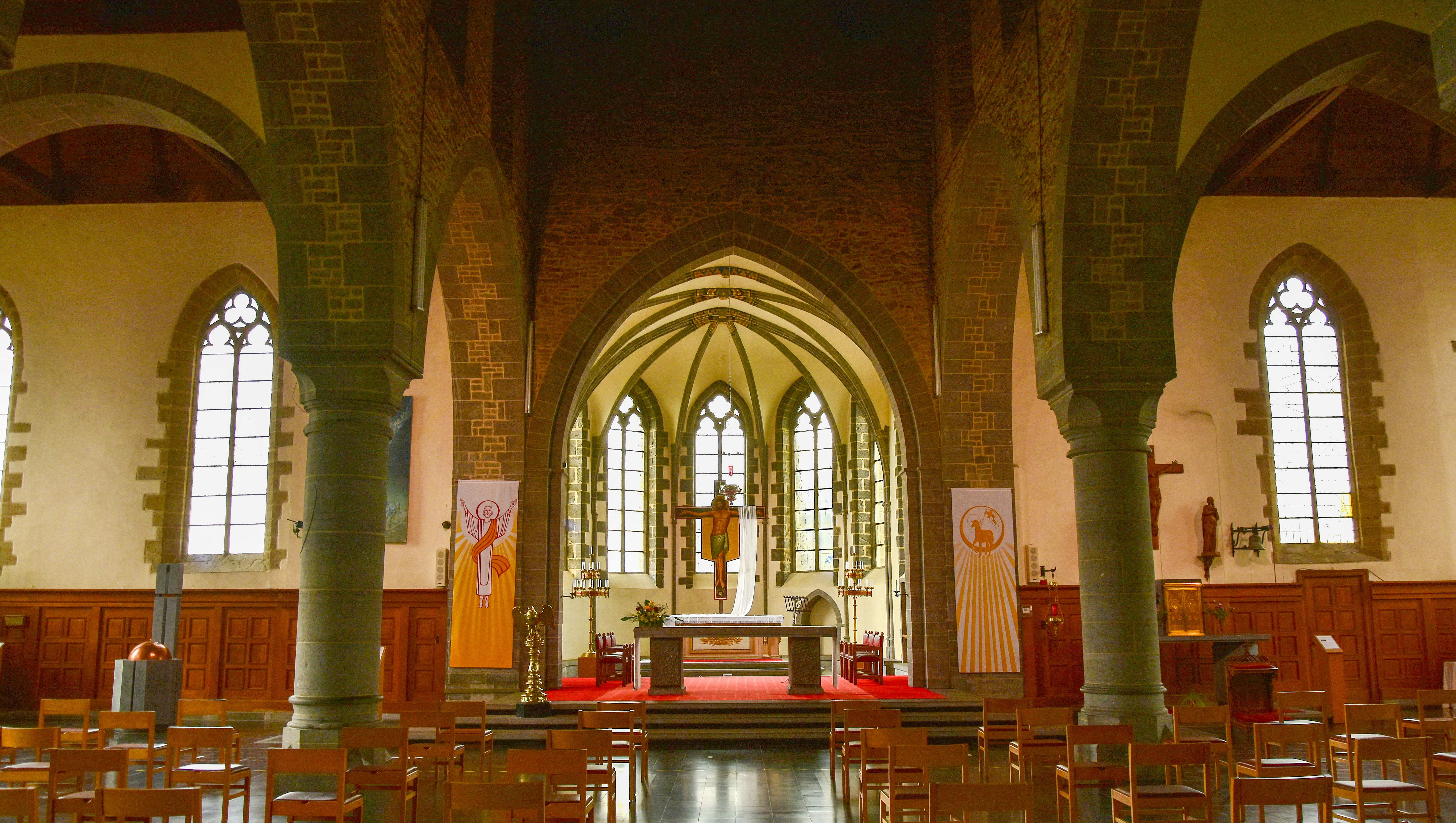
Middenschip
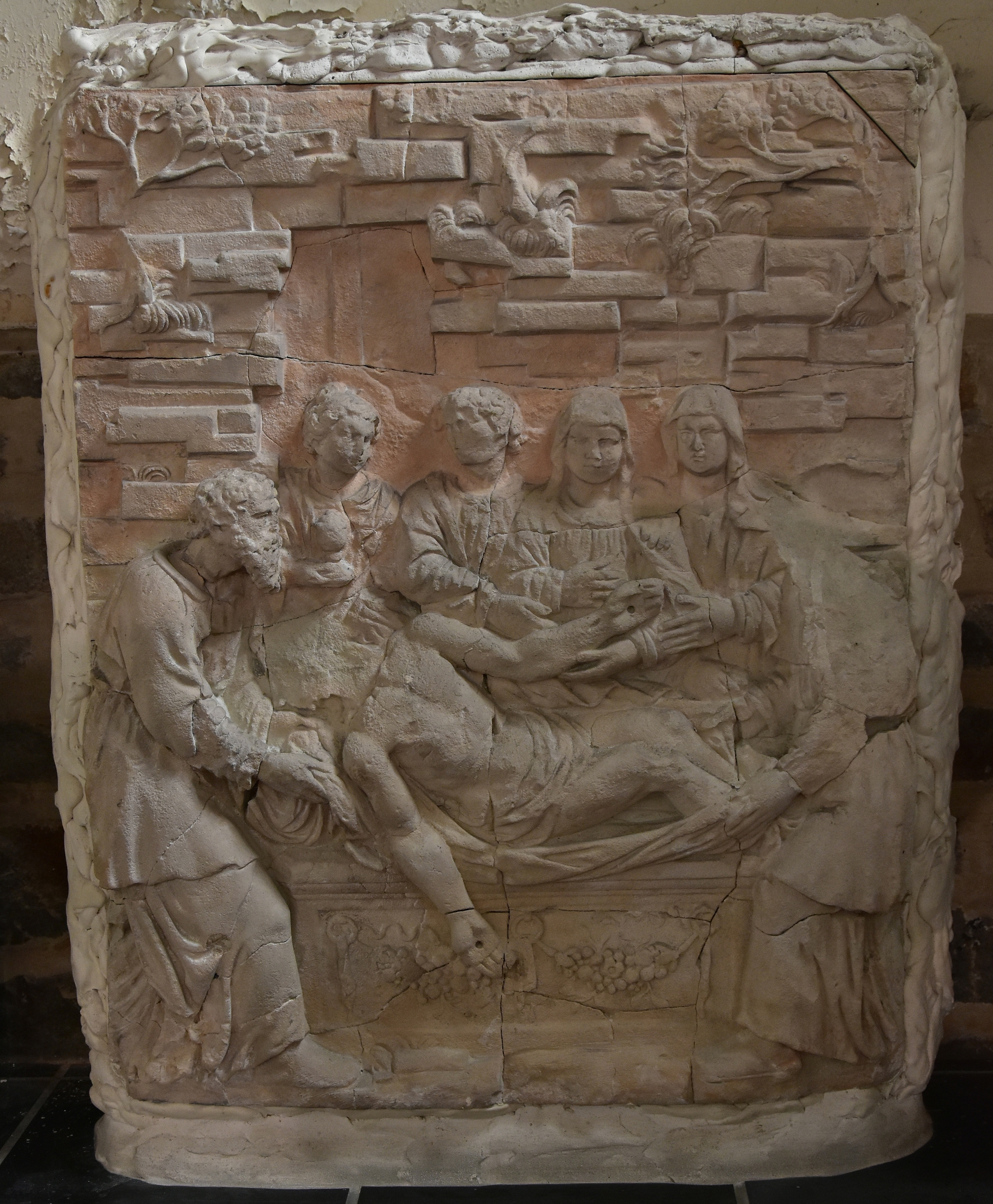
Fragment van het oksaal
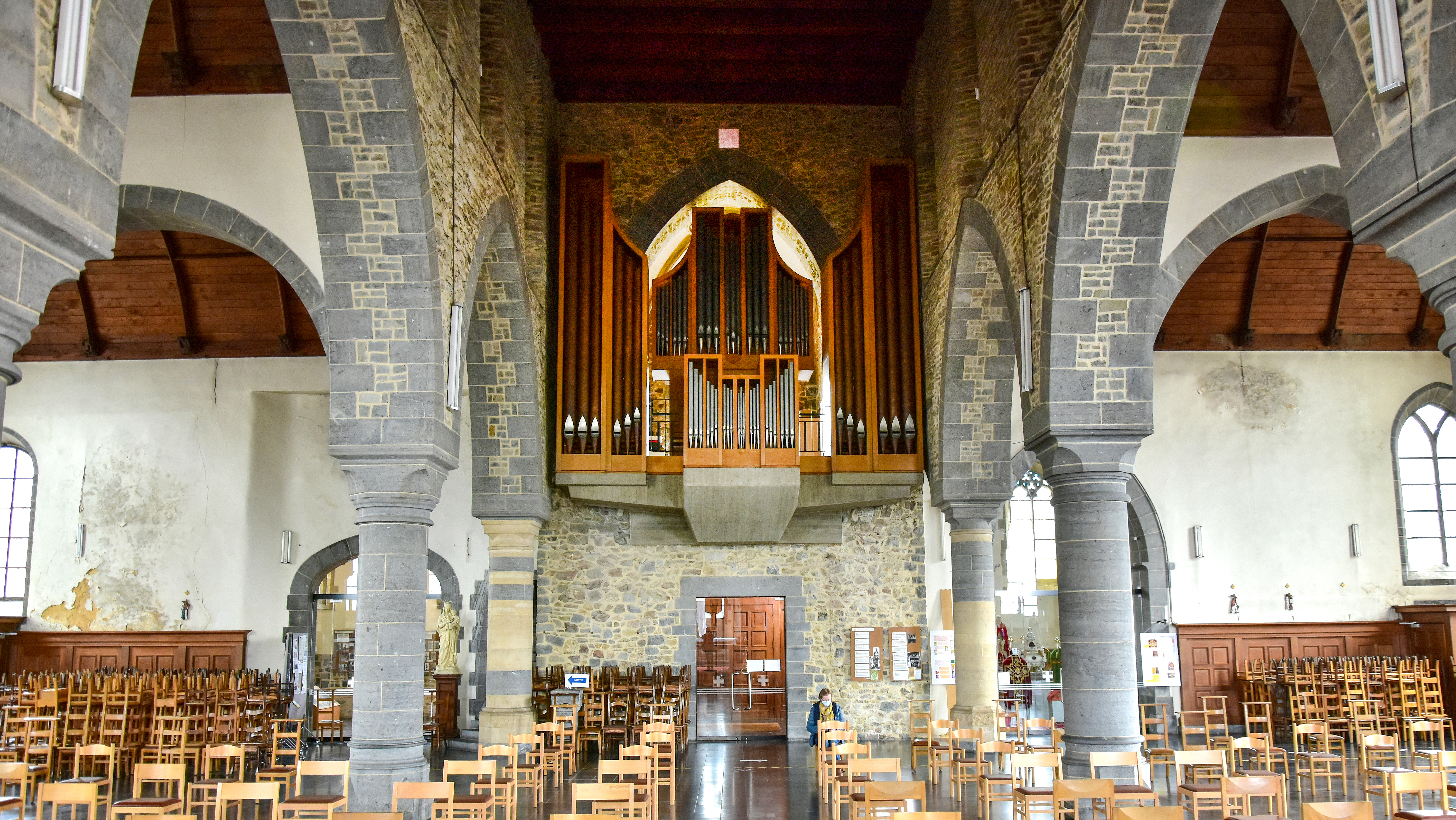
Achterzijde van het middenschip met kerkorgel